# Pablo Bastianini
Pablo Bastianini (ur. 9 listopada 1982 w Zárate, w prowincji Buenos Aires) – argentyński piłkarz, grający na pozycji napastnika.

## Kariera klubowa
Swoją przygodę z piłką rozpoczął od rozgrywek juniorskich w barwach Defensores de Belgrano w 2002 roku. Pierwsze spotkanie zagrał przeciwko Club Almagro w lidze Primera B Nacional, a mecz skończył się wynikiem 1-1.
W 2003 roku dołączył do Quilmes, gdzie grał w Copa Sudamericana 2004 i Copa Libertadores 2005. W 2005 roku przeniósł się do Anglii do Yeovil Town F.C., który grał w Football League One. Podpisał dwuletni kontrakt, jednak po upływie 12 miesięcy przeniósł się do greckiej Super League, gdzie reprezentował Ionikos FC z Aten.
W 2008 powrócił do Ameryki Południowej, a dokładniej do Wenezueli, gdzie ma swoje miejsce klub Caracas FC. Dzięki temu Pablo miał okazję wystąpić w Copa Libertadores 2008, gdzie w fazie grupowej rywalizował z Cruzeiro EC, San Lorenzo i Real Potosí.
W czerwcu 2008 podpisał roczny kontrakt z Maccabi Petach Tikwa, drużyną z Izraela. W maju 2009 roku został zwolniony przez swojego pracodawcę.
W styczniu 2010 przeniósł się do Yokohama F. Marinos z japońskiej J. League.